# Kibara polyantha
Kibara polyantha är en tvåhjärtbladig växtart som beskrevs av Janet Russell Perkins. Kibara polyantha ingår i släktet Kibara och familjen Monimiaceae. Inga underarter finns listade i Catalogue of Life.